# CB-Funk

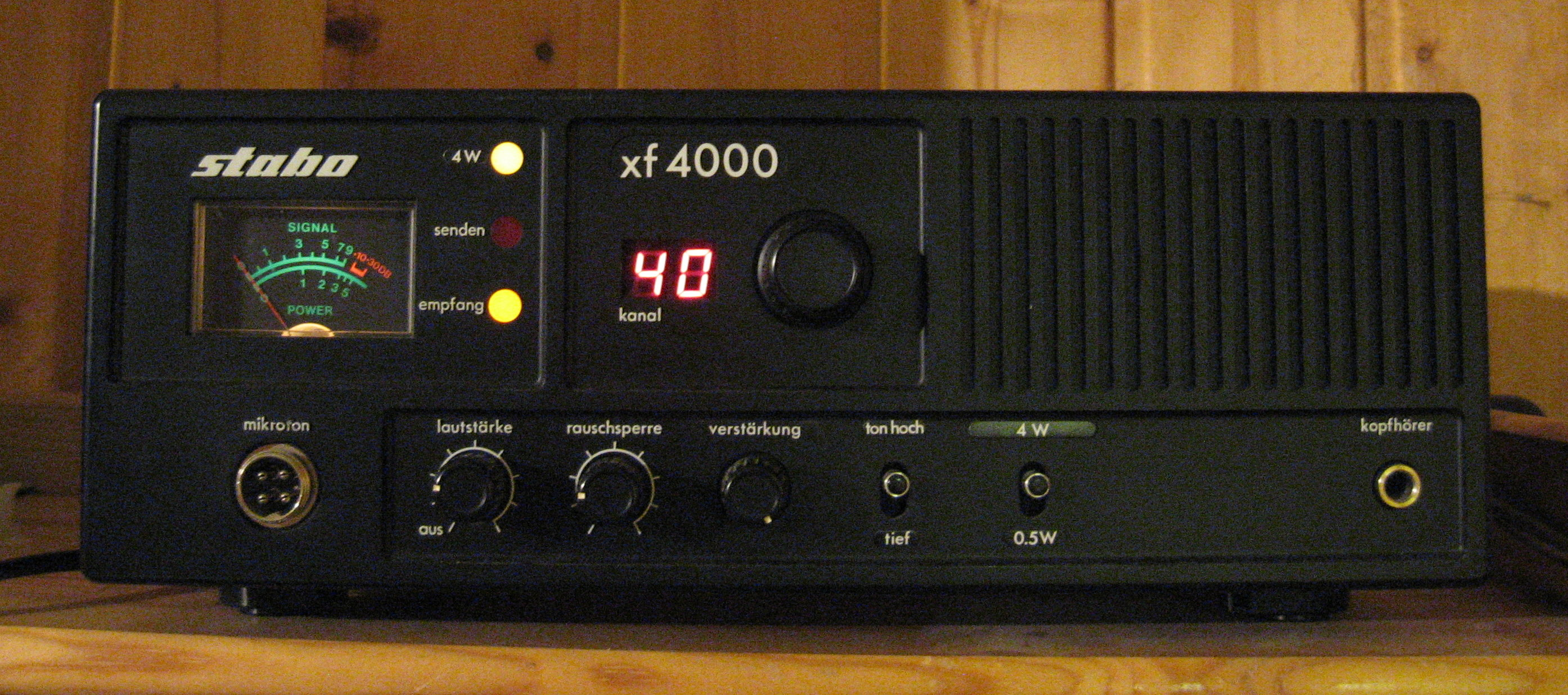
Eine Heimstation für den CB-Funk aus den 1980er Jahren (Stabo xf4000)

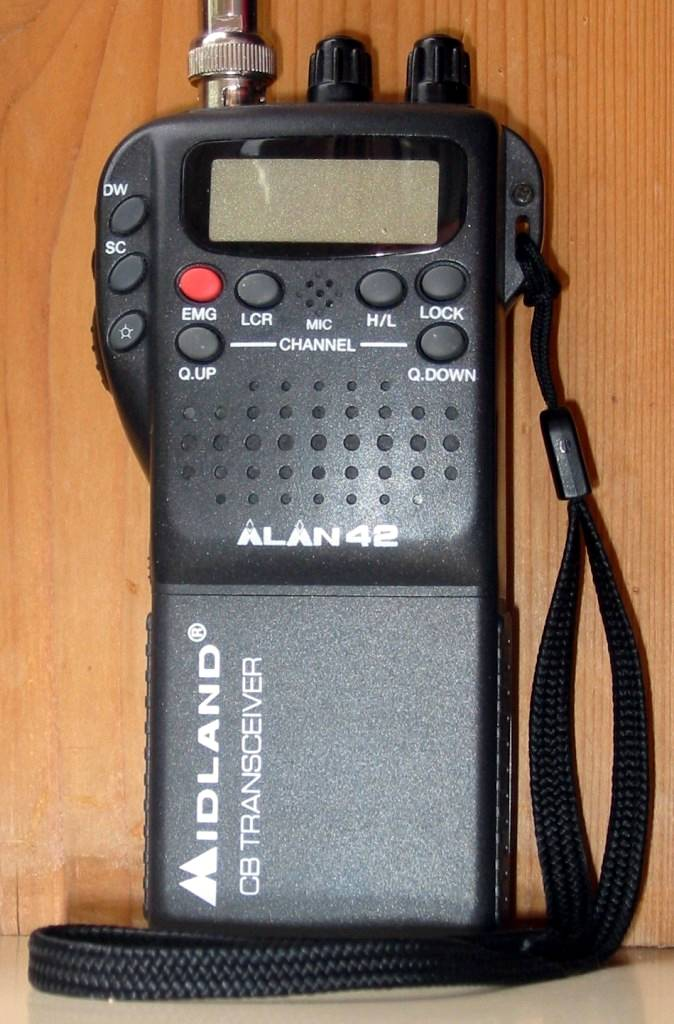
CB-Handfunkgerät Midland Alan 42 (2011)

Der CB-Funk (engl. citizens band radio) ist ein öffentlich nutzbarer Funkdienst. Für CB-Funk wurden Frequenzen um 27 MHz  zugewiesen.  Dies entspricht einer Wellenlänge von ca. 11 Metern, daher spricht man auch vom 11-Meter-Band. Der dem CB-Funk zugeteilte Frequenzbereich liegt am oberen Ende der Kurzwelle und reicht in Deutschland von 26,565 MHz bis 27,405 MHz (80 Kanäle), europaweit von 26,965 MHz bis 27,405 MHz (40 Kanäle).
Anfangs war nur Sprechfunk in Amplitudenmodulation (AM) auf einzelnen Kanälen gestattet. In späteren Jahren folgten zusätzliche Kanäle und weitere Modulationsarten wie Frequenzmodulation (FM), Einseitenbandmodulation (SSB)  sowie erst sehr viel später die Option für Datenfunk.
Der Frequenzbereich zwischen 26,957 MHz bis 27,283 MHz (Mittenfrequenz 27,120 MHz) ist zusätzlich von der ITU durch Fußnote 5.15 für Industrial, Scientific and Medical Applications (ISM-Applications, dt. Industrielle, Wissenschaftliche und Medizinische Anwendungen) zugeteilt (ISM-Bereich). Fußnote 5.15 CB und andere Nutzer des Bereichs 26,957 MHz bis 27,283 MHz müssen Störungen durch ISM-Anwendungen hinnehmen. Bei Betrieb von ISM-Geräten können ein oder mehrere Kanäle abhängig von der abgestrahlten Leistung mehr oder weniger stark gestört werden.

## Geschichte
Ursprünglich konnte CB-Funk im 11-Meter-Band ab 1958 in den USA von seinen Bürgern ohne Bedarfs- oder Lizenznachweis verwendet werden. In der Schweiz wurde der Frequenzbereich ab 1973, in der BRD ab 1975 und in Österreich ab 1978 öffentlich zugänglich.

### BRD bis 3. Oktober 1990
Bis zum Jahre 1975 wurde der Frequenzbereich um 27 MHz in Westdeutschland für Betriebsfunkzwecke genutzt. Die dafür vorgesehenen Geräte – nach der Zulassungsnummer auch „K-Geräte“ genannt – durften nur mit einem Bedarfsnachweis und Zulassung durch die Bundespost betrieben werden, wofür eine monatliche Gebühr erhoben wurde. Diese für Betriebsfunkzwecke gedachten CB-Funkgeräte erhielten nach erfolgreich bestandener Typprüfung vom Fernmeldetechnischen Zentralamt (FTZ) der Deutschen Bundespost eine FTZ-Nr., die mit K-xxx/yy (xxx für die kennzeichnenden Ziffern und yy für die Jahreszahl) beginnt. Als Modulationsart wurde wie zuvor auch schon in den USA Carrier-Double-Side-Band-Amplituden-Modulation (CDSB-AM, dt. Träger mit zwei Seitenbändern Amplitudenmodulation) festgelegt. Kanäle wurden mit den nachfolgend aufgeführten (Träger-)Mittenfrequenzen zugeteilt, nach Bedarfsträgern gruppiert:
- Gruppe I: K 1:26,965 – K 2:26,975 – K 3:26,985 – K 4:26,995 – K 5:27,005 (BOS, DLRG, THW)
- Gruppe II: K10:27,055 – K11:27,065 – K12:27,075 – K13:27,085 (Öff. Aufgaben, Forst, Versorger (Gas, El.))
- Gruppe III: K14:27,155 – K15:27,165 – K16:27,175 – K17:27,185 (Industrie-Betriebsfunk)
- Gruppe IV: K21:27,225 – K22:27,235 – K23:27,245 – K24:27,255 – K25:27,265 – K26:27,275 (Sport, Gewerbe und weitere Bedarfsträger)
- Gruppe V: K20:27,215 (Für sonstige Berechtigte)

Am 1. Juli 1975 gab das damalige Bundesministerium für Post und Telekommunikation mit Amtsblattverfügung 393/1975 den CB-Funk in der Bundesrepublik Deutschland für die Allgemeinheit frei, zunächst jedoch nur die Kanäle 4 bis 15, ohne dass wie zuvor ein Bedarfsnachweis für die Nutzung von Frequenzen im 27-MHz-Bereich erbracht werden musste. Es wurde hierfür eine neue Geräte-Klasse definiert, die ohne Bedarfsnachweis, Zuteilung oder Kosten genutzt werden konnte. Die für die Allgemeinheit frei nutzbaren CB-Funkgeräte erhielten vom Fernmeldetechnischen Zentralamt (FTZ) der Deutschen Bundespost eine FTZ-Nr., die mit PR-27-xxx/yy (xxx für die kennzeichnenden Ziffern und yy für die Jahreszahl) beginnt. Wie auch die sogenannten K-Geräte wurde als Modulationsart Amplitudenmodulation mit einer unmodulierten maximalen Senderausgangsleistung von 0,5 Watt für Feststationen und mobile Geräte sowie 0,1 Watt für tragbare Geräte festgelegt. Die einzige Voraussetzung war, dass keine Antennen mit Richtwirkung verwendet wurden und dass die verwendeten Geräte den Vorgaben der Allgemeinverfügung entsprachen. Für den Betrieb als Basisstation konnten nur Geräte mit eingebautem Netzteil verwendet werden, während ein Betrieb eines für den Betrieb in Kraftfahrzeugen vorgesehenen Geräten unter Verwendung eines Netzgerätes als Feststation nicht zulässig war. Es standen außerdem noch nicht alle Kanäle zur Nutzung zur Verfügung, die von Nutzern des Betriebsfunks mit K-Geräten genutzt werden konnten. Eine Nutzung der sogenannten K-Geräte erforderte auch weiterhin den Bedarfsnachweis und eine Zuteilung.
1977/78 kamen erste Geräte auf den Markt, die neben AM auch über die Modulationsart FM verfügten.
1981 erweiterte das Ministerium den CB-Funk auf die Kanäle 1 bis 22 mit maximal 0,5 Watt, allerdings beschränkt auf die Modulationsart FM (Amtsblatt 62/1981, Verfügung 434/1981). Die Beschränkung auf FM begründete die Behörde mit der höheren Störsicherheit dieser Modulationsart. CB-Funk-Aussendungen in AM hätten in der Vergangenheit z. B. durch fehlende Begrenzung des maximalen Modulationsgrads in vielen kostengünstigen Sendern oder durch Manipulationen zu Störungen des Rundfunk- und Fernsehempfangs geführt.
In Gesprächen mit Herstellern und dem Deutschen Arbeitskreis für CB- und Notfunk konnten die Bedenken der Behörde gegen die Modulationsart AM ausgeräumt werden. So wurden schließlich am 12. April 1983 mit Amtsblatt-Verfügung 55/1983 die Kanäle 1 bis 40 mit maximal 4 Watt Strahlungsleistung ERP in FM und die Kanäle 4 bis 15 mit maximal 1 Watt Strahlungsleistung ERP PEP in der Modulationsart AM freigegeben. Die ERP ist bezogen auf den Gewinn eines Halbwellendipols.

### DDR bis 3. Oktober 1990

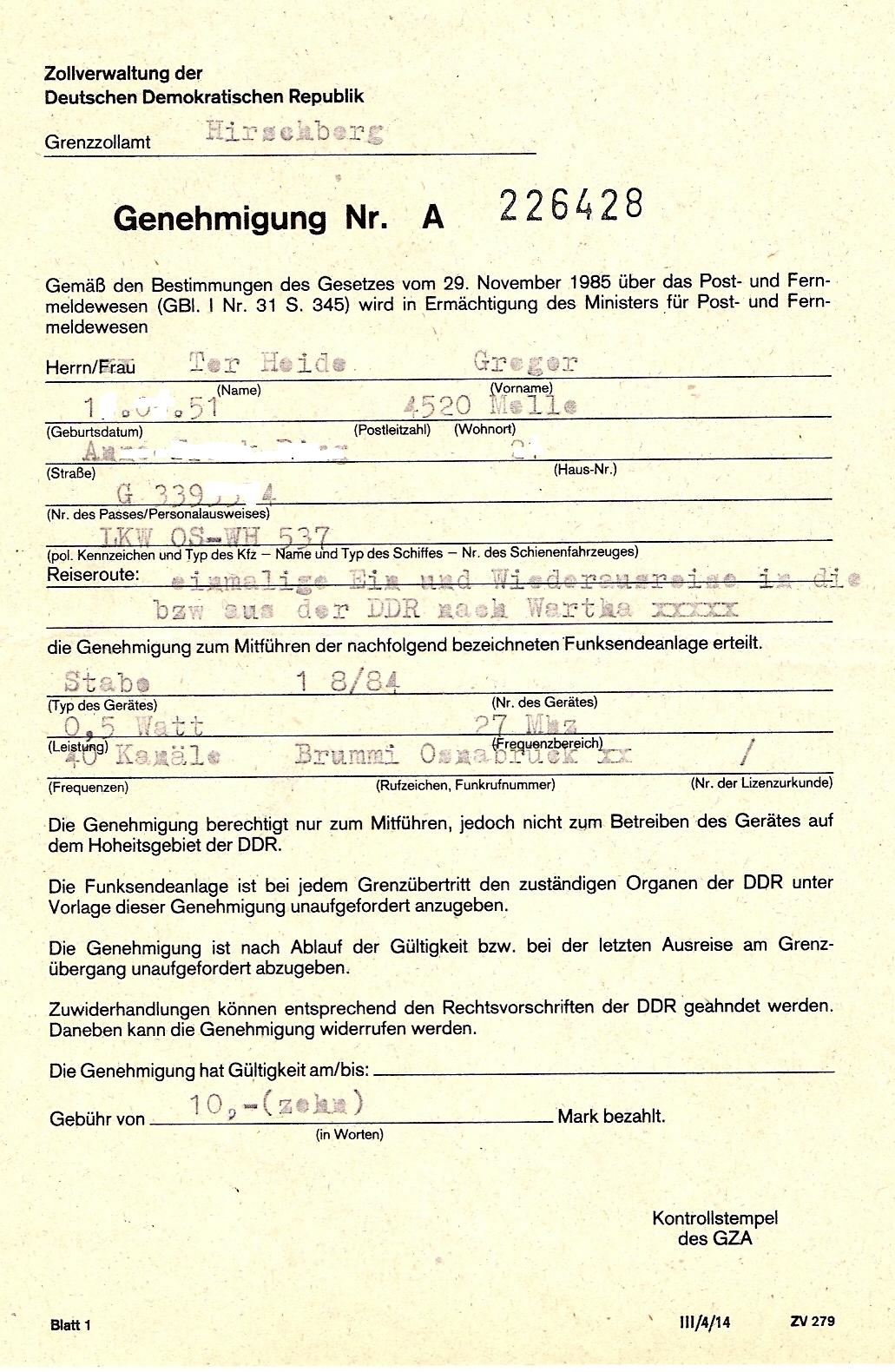
CB-Funk Transitgenehmigung DDR

In der DDR gab es keinen für die Allgemeinheit freigegebenen CB-Funk. Der Betrieb der Geräte war in der DDR unter Strafe verboten. Die Frequenzen wurden nicht selten von der Deutschen Post der DDR und dem Ministerium für Staatssicherheit überwacht. Besucher aus Westdeutschland mussten bei der Einreise mitgeführte Geräte an einer Grenzübergangsstelle abgeben. LKW-Fahrer, die mit Einreise die Waren für die DDR transportierten, mussten eine Sondergenehmigung mitführen und durften das fest eingebaute Funkgerät unter Androhung von Beschlagnahmung des Geräts und Bestrafung nicht benutzen. Nach der Wende übernahm der CB-Funk in den neuen Bundesländern zeitweise die Rolle eines überall einsetzbaren und kostengünstigen Kommunikationsmediums, wurde jedoch bald von Mobiltelefonen verdrängt.

### BRD ab 3. Oktober 1990
1996 wurde der Frequenzbereich um die Kanäle 41 bis 80 erweitert, so dass der CB-Funk in Deutschland heute über 80 Kanäle verfügt, die teilweise auch für digitale Betriebsarten und die Modulationsart SSB auf den 12 AM-Kanälen mit 4 Watt PEP freigegeben wurde.
Seit Dezember 2011 dürfen die Kanäle 1 bis 40 mit 4 Watt ERP PEP in FM und AM sowie mit 12 Watt ERP PEP in SSB sowie die Kanäle 41 bis 80 mit 4 Watt ERP in FM genutzt werden.

## Eigenschaften
CB-Funk wird für alle Arten von privater, nichtkommerzieller Funkkommunikation benutzt. Er ist als Jedermannfunk zum persönlichen Informations- und Meinungsaustausch gedacht. Ähnlich wie in Internetchatrooms kann hier jeder mit jedem kommunizieren, ohne ihm jemals begegnet zu sein. So weiß man nie genau, wer gerade mithört und kann häufig neue Menschen kennenlernen.
Das Betreiben von selbst hergestellten Funkgeräten oder Veränderung an zugelassenen Geräten ist im CB-Funk nicht gestattet. CB-Funk-Antennen dürfen unter Beachtung von Vorschriften selbst gebaut und verwendet werden, sofern sie die maximal zulässige Strahlungsleistung ERP (Effective Radiated Power bezogen auf den Antennengewinn eines vertikalen Halbwellendipols), die für jede Modulationsart gesondert festgelegt sind, nicht überschreiten. Hierdurch ist die Möglichkeit der signifikanten Erhöhung der Strahlungsleistung durch Nutzung von Richtantennen mit einem höheren bis sehr hohen Gewinn ausgeschlossen, da damit die festgelegte ERP überschritten würde.
Die mit CB-Funkgeräten erzielbare Reichweite ist durch die maximal zulässige ERP auf den Radio-Line-Of-Sight (RLOS, dt. Radiohorizont) begrenzt. Zusätzliche Einschränkungen ergeben sich z. B. durch Geländeabschattungen und Gebäude. Der RLOS ist des Weiteren abhängig von der effektiven Antennenhöhe über Grund der Sende- und der Empfangsantenne.
Sofern die Funkausbreitungsbedingungen es erlauben, sind bei Ausbreitung über Raumwelle auch weitaus größere Entfernungen möglich.
Die üblicherweise auf einem Hausdach montierten Stationsantennen, meist Vertikalstrahler, haben Längen von 1/4 λ Wellenlänge (um die 2,6 m bei einem Verkürzungsfaktor von 0,94), 1/2 λ Wellenlänge (um die 5,2 m bei einem Verkürzungsfaktor von 0,94) oder 5/8 λ Wellenlänge (um die 6,5 m bei einem Verkürzungsfaktor von 0,94); damit sind Reichweiten von ca. 20 km bis 80 km möglich. Durch den Einsatz von Richtantennen kann die Reichweite etwas gesteigert werden, dies ist aber durch die Begrenzung der ERP begrenzt. In Österreich ist der Betrieb von Richtantennen im CB-Funk nicht gestattet.
Bei Verwendung von Mobilantennen (meist stark verkürzte 1/4-λ-Strahler) beträgt die Reichweite normalerweise etwa 10–30 km. Mit langen Mobilantennen (ca. 1,50 m bis 2,65 m) können – abhängig von Standort und Montagehöhe – manchmal fast so große Reichweiten wie mit Stationsantennen erzielt werden.
Handfunkgeräte sind wie Antennen auf Kraftfahrzeugen in der Regel stark verkürzte Antennen Wellenlängen mit Längen um 1/8-λ Länge oder noch kürzer. Aufgrund der gegenüber 1/4-λ-Strahlern stark verkürzten Längen ergeben sich hierdurch sowohl schlechte Antennenwirkungsgrade als auch nicht konstanten Antennendiagrammen, wodurch der mögliche Antennengewinn je nach Richtung und Neigung der Antenne stark variieren kann.
Die erzielbaren Reichweiten in ebenem, unbebautem Gelände mit freier Sicht zwischen beiden Antennen sind auch bei unbegrenzter Sendeleistung begrenzt durch den Radiohorizont (RH), der durch die Höhe der Sende- und der Empfangsantenne bestimmt wird. In 1,5 m Höhe AGL bezogen auf den Meeresspiegel (en. Mean Sea Level, MSL) der Sende- und der Empfangsantenne, ist die theoretische mögliche Reichweite auf um 10 km begrenzt
{\displaystyle d_{RH}=4,13(\surd h_{s}+\surd h_{e})}
wobei
dRH = Entfernung zum RH (Radio Horizont, en. Radio Horizon) in [km]
hs = Höhe Sendeantenne über Grund bezogen auf MSL in [m]
he = Höhe Empfangsantenne über Grund bezogen auf MSL in [m]
In unebenem, bebautem Gelände oder in Stadtgebieten reduziert sich der Radiohorizont z. T. nochmals deutlich, bei größerer Höhe AGL, bei einer Antenne auf dem Hausdach, auf einem Hügel oder einem Berg mit freier Sicht zwischen beiden Antennen vergrößert sich der Radiohorizont z. T. stark.
Der begrenzende Faktor auch bei freier Sicht zwischen beiden Antennen ist sowohl die maximal auf der Sendeseite in Richtung des Emfpängers abgestrahlte ERP bzw. EIRP (en. Equivalent Isotropically Radiated Power, dt. äquivalente isotrope Strahlungsleistung) und auf der Empfangsseite der Antennengewinn in Richtung Sender und die Empfindlichkeit des Empfängers.
Bei mit Batterien betrieben Handgeräten ist zwar prinzipiell die gleiche Senderausgangsleistung möglich wie bei Geräten, die fest in Kraftfahrzeugen eingebaut sind, jedoch begrenzt sowohl die Anzahl der verfügbaren Batterien und die verfügbare Batteriekapazität die mögliche Nutzungsdauer im Vergleich zu der weitaus größeren Kapazität der Batterie eines Kraftfahrzeuges.
Da CB-Handfunkgeräte jedoch meist über eine austauschbare Antenne samt entsprechendem Anschluss verfügen, lassen sich über entsprechende Adapter verschiedene andere Antennen damit benutzen. Sofern ein Handfunkgerät im Batteriebetrieb nicht mit geringerer Leistung als den für den CB-Funk erlaubten Werten sendet, sind in diesen Fällen dieselben Reichweiten möglich wie mit anderen CB-Funkgeräten.
Einflüsse der Ausbreitungsbedingungen z. B. Sporadic-E, wobei das das meteorologische Wetter im Frequenzbereich um 11 m kaum Einfluss auf die die erzielbare Reichweite hat, ergeben Reichweitensteigerungen aufgrund Nutzung der Raumwellen von bis über 2000 km. Bei Nutzung von Raumwellen ist nicht mehr der Radio Horizont der begrenzende Faktor, da die Signale an der sogenannten E-Schicht der Ionosphäre  reflektiert werden. Da z.B, bei Sporadic-E nicht nur das eigene Signal große Reichweiten erzielt, werden auch viele andere Signale aus großer Entfernung empfangen, wodurch sich ein hoher Störpegel ergeben kann der u. U. eine Kommunikation im Radiohorizont mit Stationen, die nur mit schwachen Signalen empfangbar sind, unmöglich machen kann.

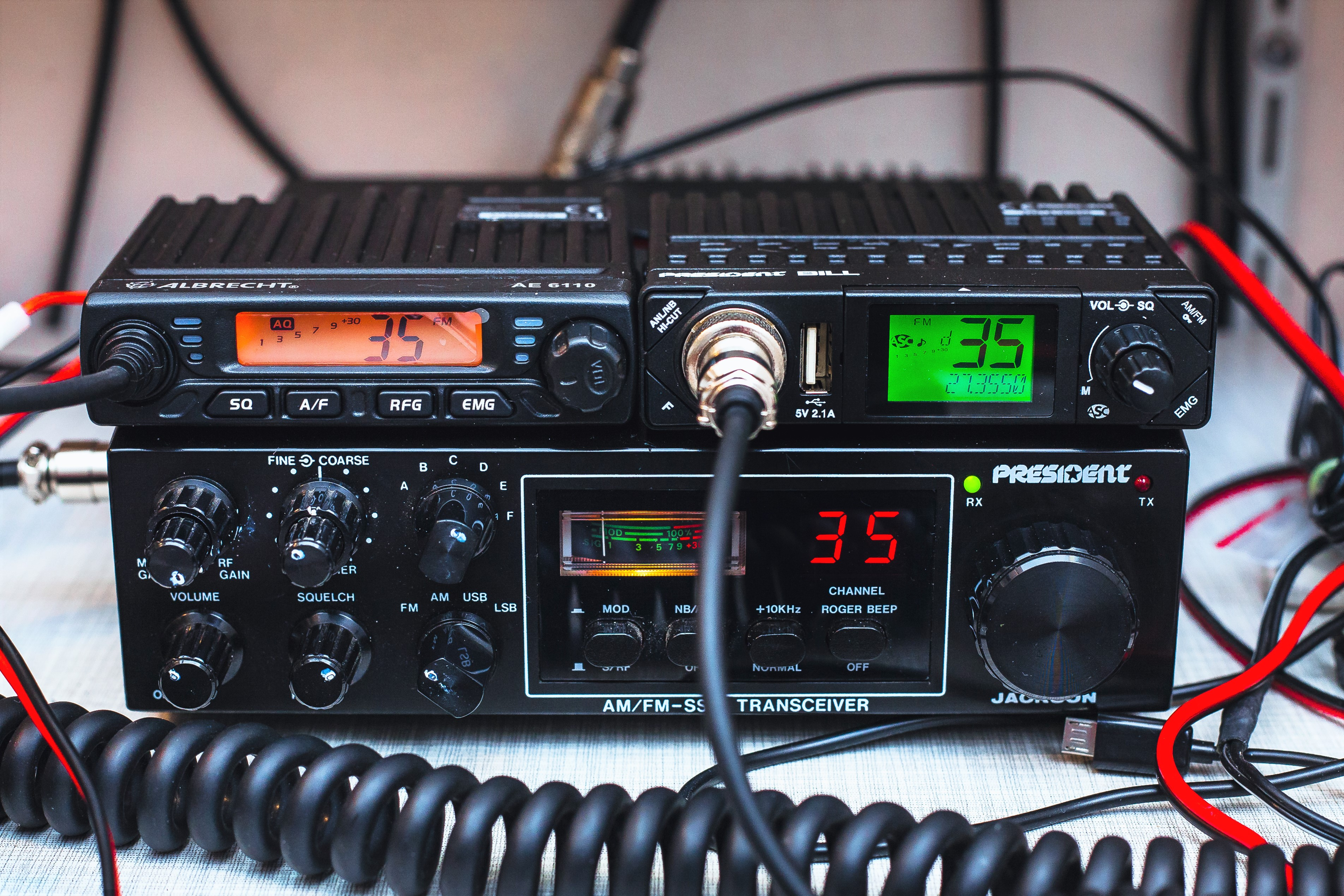
Oben zwei moderne CB-Mobilfunkgeräte, unten ein CB-Exportfunkgerät mit SSB und erhöhter Sendeleistung aus den 1980er Jahren.

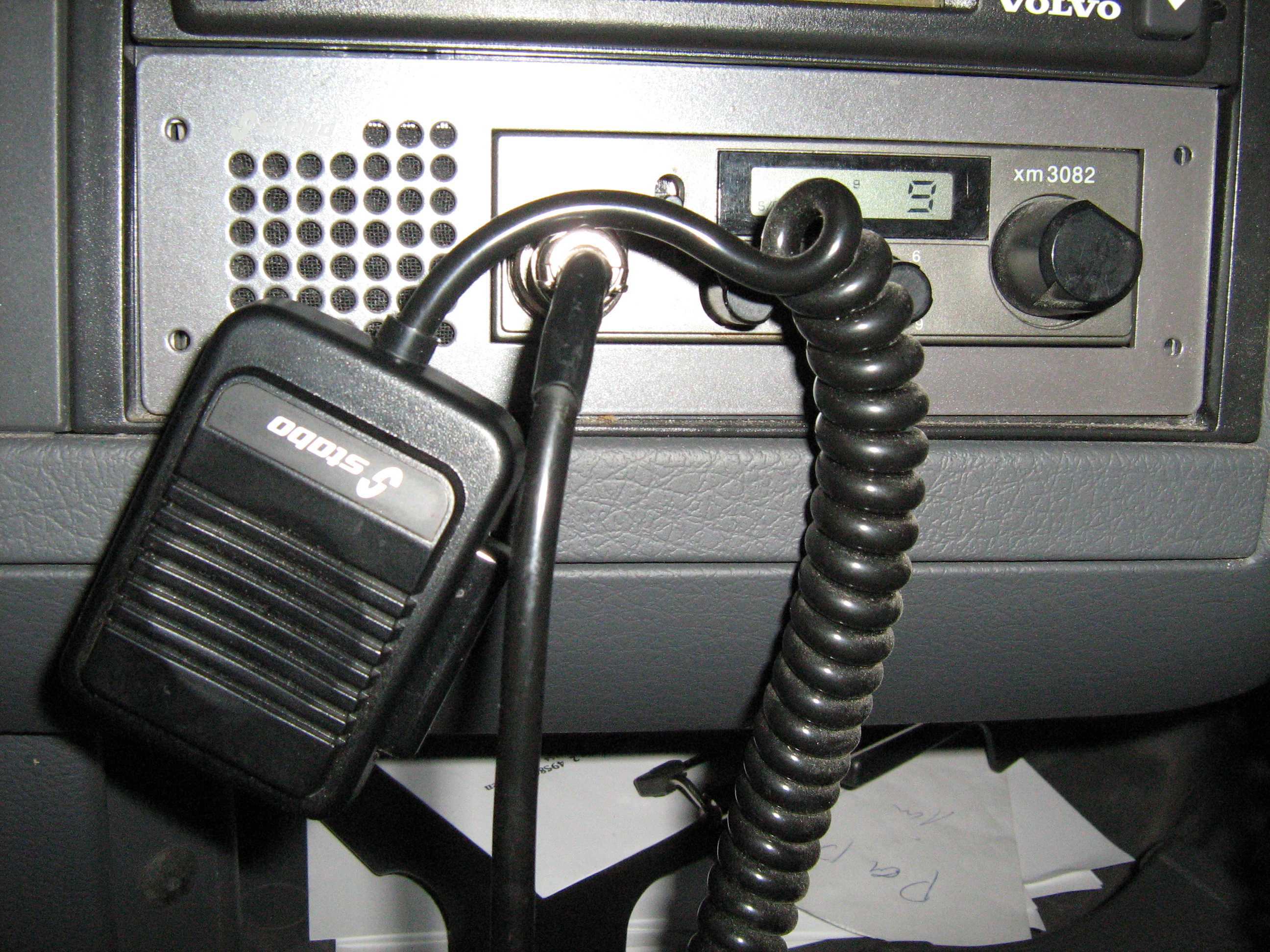
CB-Funkgerät im LKW

Durch das Aufkommen von Mobiltelefonen und Internet hat der CB-Funk nach seinem Verbreitungsmaximum in den frühen 1990er Jahren stark an Popularität verloren. Früher waren CB-Funkgeräte auch in Privatfahrzeugen häufig zu finden, viele Nutzer versprachen sich dadurch schnelle Hilfe bei Pannen oder Notfällen. Heute findet man seltener mit CB-Funk ausgestattete PKW, weil Mobiltelefone oft diese Rolle übernommen haben. Von LKW-Fahrern wird CB-Funk jedoch noch häufig genutzt, um z. B. Staumeldungen abzusetzen. Bei der Absicherung von Veranstaltungen, z. B. Motor- oder Radsportveranstaltungen, spielt CB-Funk seit Jahren eine immer kleiner werdende Rolle. Hier werden heute verstärkt PMR-Funkgeräte oder Freenet-Geräte verwendet, weil diese Geräte wesentlich kompakter und handlicher sind.

## Sprache im CB-Funk
Der Sprachgebrauch im CB-Funk ist stark an jenen im Amateurfunkdienst angelehnt bzw. bei diesem abgeschaut. So ist die häufige, wenn auch oftmals falsche Benutzung von Q-Gruppen anzutreffen.

## CB-Kanäle

### CEPT-konforme CB-Kanäle
Nachfolgend sind die Frequenzen der CEPT-konformen (europaweit harmonisierten) Kanäle, die im CB-Funk benutzt werden dürfen, aufgelistet:
| Kanal | Frequenz (MHz) | Besonderheit | Kanal | Frequenz (MHz) | Besonderheit |
| ----- | -------------- | --- | ----- | -------------- | --- |
| 01    | 26,965         | empfohlener Anrufkanal (FM) mit Ausnahme Schweiz: Kanal 09 AM/FM | 02    | 26,975         | inoffizieller Berg-DX-Kanal (FM) |
| 03    | 26,985         | Notrufkanal FM (D)/ zum Antennenabgleich genutzte Mitte bei 80-Kanal-Geräten                                                                                        | 04    | 27,005         | empfohlener Anrufkanal (AM) |
| 05    | 27,015         | Kanal wird von italienischen Fernfahrern in Deutschland und Italien benutzt. Kanal wird von Schwerverkehrsbegleitungen in Vorarlberg / Westösterreich benutzt. (FM) | 06    | 27,025         | Datenkanal (D) |
| 07    | 27,035         | Datenkanal (D) | 08    | 27,055         | |
| 09    | 27,065         | Weltweiter Notrufkanal (alle Betriebsarten) / Empfohlener Aufrufkanal Schweiz AM/FM / Fernfahrerkanal (AM)                                                          | 10    | 27,075         | |
| 11    | 27,085         | freigegeben zur Zusammenschaltung mehrerer CB-Funkgeräte über eine Internetverbindung in Deutschland                                                                | 12    | 27,105         | |
| 13    | 27,115         | | 14    | 27,125         | oft verwendet für Spielzeug-Fernsteuerungen (mittels Selektivton) |
| 15    | 27,135         | SSB inoffizieller Anruf- und DX-kanal (USB) | 16    | 27,155         | SSB Anrufkanal Schweiz, Teile Europas (USB) / Funkverkehr mit und zwischen Wasserfahrzeugen/Geländefahrzeugen (4 × 4 = 16)                                                          |
| 17    | 27,165         | Kanal wird von dänischen Schwertransportfahrern in Deutschland und Dänemark benutzt.                                                                                | 18    | 27,175         | |
| 19    | 27,185         | empfohlener Fernfahrerkanal (FM)/oft von Walkie-Talkies genutzt/teilweise auch als Notrufkanal angegeben/auch von Babyfonen genutzt                                 | 20    | 27,205         | zum Antennenabgleich genutzte Mitte bei 40-Kanal-Geräten, wird in Österreich sehr oft für Schwertransportfahrten benutzt                                                            |
| 21    | 27,215         | türkischer Anrufkanal Europa (FM) | 22    | 27,225         | oft von Walkie-Talkies genutzt, auch von Babyfonen genutzt, wird auch als Anrufkanal für rumänische Fernlastfahrer verwendet                                                        |
| 23    | 27,255         | Die Kanäle 23, 24, 25 sind sog. Dreher, sie folgen nicht dem aufsteigenden 10-kHz-Raster                                                                            | 24    | 27,235         | Datenkanal (D) In FM: Packet Radio |
| 25    | 27,245         | Datenkanal (D), international In LSB: SSTV, ROS In USB: JS8, PSK31 und weitere                                                                                      | 26    | 27,265         | |
| 27    | 27,275         | | 28    | 27,285         | Kanal wird von polnischen Fernfahrern in Deutschland benutzt: Anrufkanal in Polen, wobei allgemein die CB-Kanalfrequenz in Polen um 5 kHz niedriger ist.                            |
| 29    | 27,295         | Freigegeben zur Zusammenschaltung mehrerer CB-Funkgeräte über eine Internetverbindung in Deutschland                                                                | 30    | 27,305         | inoffizieller DX-Kanal (FM), Anrufkanal für Funker aus dem ehemaligen Jugoslawien                                                                                                   |
| 31    | 27,315         | inoffizieller DX-Kanal (FM) | 32    | 27,325         | |
| 33    | 27,335         | Notrufkanal USB (D) | 34    | 27,345         | freigegeben zur Zusammenschaltung mehrerer CB-Funkgeräte über eine Internetverbindung in Deutschland                                                                                |
| 35    | 27,355         | | 36    | 27,365         | Datenkanal USB ROS international & WSPR intern. |
| 37    | 27,375         | | 38    | 27,385         | inoffizieller internationaler DX-Kanal (LSB) |
| 39    | 27,395         | Freigegeben zur Zusammenschaltung mehrerer CB-Funkgeräte über eine Internetverbindung in Deutschland                                                                | 40    | 27,405         | ab März 2016 freigegeben zur Zusammenschaltung mehrerer CB-Funkgeräte über eine Internetverbindung in Deutschland (FM/AM/SSB in D) , Anrufkanal für ungarische Fernlastfahrer (USB) |

### Zwischenkanäle
Bei genauerer Betrachtung obiger Tabelle fallen einige Stellen auf, an denen sich Nachbarkanäle nicht um 10 kHz, sondern um 20 kHz unterscheiden. Die dazwischen versteckten Kanäle werden üblicherweise folgenderweise bezeichnet:
| Kanal | Frequenz (MHz) | Besonderheit                 |
| ----- | -------------- | ---------------------------- |
| 3A    | 26,995         | Bosch-Garagentorsteuerung    |
| 7A    | 27,045         |                              |
| 11A   | 27,095         | Eurobalise-Energieversorgung |
| 15A   | 27,145         |                              |
| 19A   | 27,195         |                              |

Diese Kanäle sind in den meisten Ländern nicht für CB-Funk zugelassen. Allerdings werden sie in einigen Ländern, darunter auch Deutschland, für andere Zwecke wie z. B. Funkfernsteuerungen, Babyphones, kabellose Tastaturen und Mäuse u. ä. verwendet.

## Der CB-Funk in Deutschland
Auf den CEPT-konformen Kanälen 1 bis 40 sind die Modulationsarten FM, AM und SSB erlaubt. Auf einigen Kanälen ist zusätzlich Datenübertragung erlaubt. Des Weiteren sind national weitere Kanäle für den CB-Funk verfügbar.

### Nationale Zusatzkanäle
Auf den nationalen Zusatzkanälen 41 bis 80 ist nur die Modulationsart FM erlaubt. Nachfolgend sind die Frequenzen der nationalen Zusatzkanäle, die im CB-Funk benutzt werden dürfen, aufgelistet:
| Kanal | Frequenz (MHz) | Besonderheit | Kanal | Frequenz (MHz) | Besonderheit                                                                                           |
| ----- | -------------- | --- | ----- | -------------- | --- |
| 41    | 26,565         | Ab März 2016 Freigegeben zur Zusammenschaltung mehrerer CB-Funkgeräte über eine Internetverbindung in Deutschland (FM), inoffizieller DX-Kanal (FM) | 42    | 26,575         | inoffizieller DX-Kanal (FM)                                                                            |
| 43    | 26,585         | | 44    | 26,595         | |
| 45    | 26,605         | | 46    | 26,615         | |
| 47    | 26,625         | | 48    | 26,635         | |
| 49    | 26,645         | | 50    | 26,655         | |
| 51    | 26,665         | | 52    | 26,675         | Datenkanal (D)(FM)                                                                                     |
| 53    | 26,685         | Datenkanal (D)(FM) | 54    | 26,695         | |
| 55    | 26,705         | | 56    | 26,715         | |
| 57    | 26,725         | | 58    | 26,735         | |
| 59    | 26,745         | | 60    | 26,755         | |
| 61    | 26,765         | Freigegeben zur „Zusammenschaltung mehrerer CB-Funkgeräte über eine Internetverbindung“ in Deutschland                                              | 62    | 26,775         | |
| 63    | 26,785         | | 64    | 26,795         | |
| 65    | 26,805         | | 66    | 26,815         | |
| 67    | 26,825         | | 68    | 26,835         | |
| 69    | 26,845         | | 70    | 26,855         | |
| 71    | 26,865         | Freigegeben zur „Zusammenschaltung mehrerer CB-Funkgeräte über eine Internetverbindung“ in Deutschland                                              | 72    | 26,875         | |
| 73    | 26,885         | | 74    | 26,895         | |
| 75    | 26,905         | | 76    | 26,915         | Datenkanal (D)(FM)                                                                                     |
| 77    | 26,925         | Datenkanal (D)(FM) | 78    | 26,935         | |
| 79    | 26,945         | | 80    | 26,955         | Freigegeben zur „Zusammenschaltung mehrerer CB-Funkgeräte über eine Internetverbindung“ in Deutschland |

Weil die Frequenzen der Kanäle 41 bis 80 nicht europäisch harmonisiert sind, bestehen entlang der Grenzen zum Ausland (Ausnahme: Grenze zur Tschechischen Republik, die ebenfalls 80 Kanäle hat) so genannte Schutzzonen. Innerhalb dieser Schutzzonen dürfen die nationalen Zusatzkanäle mit ortsfesten CB-Funkstellen nicht bzw. nur mit einer Einzelfrequenzzuteilung der BNetzA genutzt werden. Portabel- und Mobilstationen dürfen die nationalen Zusatzkanäle auch in den Schutzzonen nutzen, solange keine Störungen auftreten. Eine Liste der Landkreise, Städte und Regionen, die sich innerhalb der Schutzzonen befinden, ist in der Allgemeinen Frequenzzuteilung für den CB-Funk enthalten.

## Verfügungen die den CB-Funk regeln

### Verfügung der Allgemeinzuteilung von Frequenzzuteilung für den CB-Funk in Deutschland
Der CB-Funk ist eine Funkanwendung im Mobilen Landfunkdienst (en. Fixed Mobile Service) im Frequenzbereich 26,42 MHz bis 27,5 MHz.
Die zulässigen technischen Parameter und Nutzungsbestimmungen für den CB-Funk sind in der derzeit gültigen Verfügung Vfg Nr. 21/2021 "Allgemeinzuteilung von Frequenzen für den CB-Funk" der BNetzA (Bundes-NetzAgentur) geregelt, die die BNetzA veröffentlicht hat.
Die für den CB-Funk benutzten Geräte müssen den Anforderungen des „Gesetzes über Funkanlagen und Telekommunikationsendeinrichtungen“ (FTEG) genügen. Die Geräte müssen vom Hersteller für den Betrieb in Deutschland vorgesehen und mit dem CE-Kennzeichen versehen sein. Den Geräten muss eine Bedienungsanleitung und eine Konformitätsbescheinigung beiliegen.
Folgende Aussendungen sind im CB-Funk gemäß §7 und §8 nicht erlaubt
- Rundfunkähnliche Sendungen (s. Fußnote 7)
- Daueraussendungen (s. Fußnote 8)
- Aussendungen ohne Nachrichteninhalt
- Aussendungen, die nicht unmittelbar der Aufnahme einer Funkverbindung oder der
- Teilnahme am bestehenden Funkverkehr dienen,
- Bakenaussendungen

Ferner ist die Nutzung des CB-Funks zu kommerziellen Zwecken nicht zulässig.
Auf allen 80 in Deutschland freigegebenen Kanälen ist Sprachübertragung in der Modulationsart FM (F3E)/PM (G3E) mit einer effektiven Strahlungsleistung bezogen auf den Gewinn eines Halbwellendipols von 4 W ERP (en. Effective Radiated Power referenced to a 1/2 dipole) erlaubt. Auf den Kanälen 1 bis 40 sind zusätzlich die Modulationsarten Carrier-Double-Side-Band-Amplituden-Modulation (CDSB-AM, dt. Träger mit zwei Seitenbändern Amplitudenmodulation, A3E) mit 4 W ERP PEP (en. Peak Envelope Power, Hüllkurvenspitzenleistung) zugelassen und SSB(SC) (en. Single Side Band (Suppressed Carrier), dt. Ein-Seitenband ohne Träger, J3E), mit 12 W ERP PEP.
Definitionen in [2]:
- ERP: "Die „effektive Strahlungsleistung (ERP)“ ist das Produkt aus der Leistung, die unmittelbar der Antenne zugeführt wird, und ihrem Gewinnfaktor in einer Richtung, bezogen auf den Halbwellendipol. Dabei liegt ein idealer, verlustloser Halbwellendipol im freien Raum als Bezugsantenne zu Grunde. Der Gewinnfaktor einer Antenne errechnet sich aus ihrem Antennengewinn in dB bezogen auf den Halbwellendipol (gd) wie folgt: {\displaystyle G_{d}=10^{{g_{d}}/{10}}}".[1]§2 Anmerkung 3
- Effektive Strahlungsleistung (ERP) gemessen als Effektivwert.[1]§2 Anmerkung 2
- PEP: Die „Spitzenleistung (PEP)“ ist die Durchschnittsleistung, die der Sender unter normalen Betriebsbedingungen während einer Periode der Hochfrequenzschwingung bei der höchsten Spitze der Modulationshüllkurve der Antennenspeiseleitung zuführt.[1]§2 Anmerkung 4
- EIRP: "Die „gleichwertige isotrope Strahlungsleistung“ (EIRP) ist das Produkt aus der Leistung, die unmittelbar der Antenne zugeführt wird, und ihrem Gewinnfaktor in einer Richtung, bezogen auf den isotropen Kugelstrahler. Die EIRP liegt um den Faktor 1,64 bzw. 2,15 dB höher als die ERP."[1]§3 Anmerkung 9

### Verordnung über das Nachweisverfahren zur Begrenzung elektromagnetischer Felder (BEMFV)
Auch CB-Funkanlagen können der Verordnung über das Nachweisverfahren zur Begrenzung elektromagnetischer Felder (BEMFV) unterliegen, wobei zu beachten ist, dass die Allgemeinzulassung für CB-Funk auf ERP referenziert, während BEMVG auf EIRP referenziert..§2 Anmerkung 2,.§2 Anmerkung 3, §2 Anmerkung 4, §3 Anmerkung 9
Im Unterschied zu der auf einen Halbwellendipol referenzierte ERP PEP, die bei  der Allgemeinverfügung für CB-Funk verwendet wird,  referenziert das BEMFV auf einen isotropen Kugelstrahler und damit auf EIRP PEP. Der EIRP ist damit um den Faktor von 2,15 dB in logarithmischen Maßstab (entspricht 1,64 linear) größer als die ERP, wodurch 10 W (= 10 dBW) EIRP nahezu 6 W (= 7,85 dBW) ERP entspricht.
Das ist in der Regel dann der Fall, wenn die Anlage ortsfest in der Modulationsart SSB(SC) (en. Single Side Band (Suppressed Carrier)) betrieben wird und die Strahlungsleistung 10 W EIRP PEP, entspricht etwas mehr als 6 W ERP PEP, überschreitet.
In solchen Fällen ist eine kostenpflichtige Standortbescheinigung der BNetzA erforderlich, in der Schutzabstände rund um die Antenne zum Schutz von Personen in elektromagnetischen Feldern festgelegt sind.
Der CB-Funk genießt keinen Schutz vor Störungen durch andere Frequenznutzer. Der Frequenzbereich zwischen 26,957 MHz bis 27,283 MHz (Mittenfrequenz 27,120 MHz) ist zusätzlich von der ITU durch Fußnote 5.15 für Industrial, Scientific and Medical Applications (ISM-Applications, dt. Industrielle, Wissenschaftliche und Medizinische Anwendungen) zugeteilt, Fußnote 5.15  und wird z. B.  für Fernsteuerungen für Modelle, Babyfone, oder medizinische Geräte genutzt.

### Nutzung
Für die Sprachübertragung wird in Deutschland überwiegend Frequenzmodulation verwendet. Amplitudenmodulation wird vorwiegend von LKW-Fahrern benutzt, die aus historischen Gründen oft den Kanal 9 verwenden. Allerdings ist der Kanal 9 auch ein Notrufkanal. Der Einsatz von Einseitenband-Modulation (SSB) auf den Kanälen 1 bis 40 ist das Interessengebiet technisch interessierter Funkfreunde und in der Praxis noch eher selten anzutreffen, erlebt aber seit einiger Zeit einen Aufschwung.
Darüber hinaus sind acht Kanäle auch zur Datenübertragung freigegeben. Die Kanäle 6, 7, 24, und 25 dürfen mit allen üblichen Betriebsarten zur Datenübertragung verwendet werden, auf den Kanälen 52, 53, 76 und 77 nur solche, die auf Frequenz- bzw. Phasenmodulation basieren. In der Praxis wurde anfangs vorwiegend die dem Amateurfunk entlehnte Betriebsart Packet Radio benutzt. Die Übertragungsgeschwindigkeit bei Packet-Radio beträgt üblicherweise 1200 Baud bzw. 1200 Bit/sec., das entspricht etwa 150 Zeichen pro Sekunde. Die Genehmigung für Paket-Radio Datenfunk gilt für z. B. die CB-Kanäle 24 (27,235 MHz) und 25 (27,245 MHz), sowie für die neuen Kanäle 46, 47 und 48 Zunehmend finden aber auch andere, ebenfalls aus dem Amateurfunkbereich stammenden Betriebsarten wie z. B. RTTY, PSK31, MT63, MFSK 16, SSTV und FAX Verwendung.
Die Anbindung von CB-Funkgeräten mittels Internet an ein Sprachfunknetzwerk ist auf neun Kanälen genehmigt. Unbemannte automatisch betriebene CB-Funk-Stationen, die für die Sprachübertragung mit dem Internet zusammengeschaltet sind, dürfen nur auf den Kanälen 11, 29, 34, 39, 40, 41, 61, 71 und 80 betrieben werden. Während des Betriebs einer unbemannten automatisch arbeitenden CB-Funkanlage ist die telefonische oder sonstige Erreichbarkeit des für diese Funkanlage Verantwortlichen zu gewährleisten.

### Funk im Kfz
Der Einbau von Funkgeräten, die ab dem 11. Januar 2005 in Verkehr gebracht wurden, in Kraftfahrzeuge (PKW/LKW) mit Erstzulassung ab 17. Juni 2003 ist nur gestattet, wenn das Funkgerät mit einem E-Zeichen oder einem CE-Zeichen gekennzeichnet ist. Das CE-Zeichen allein ist ausreichend, wenn dem Gerät eine Bescheinigung beiliegt, aus der hervorgeht, dass durch den Betrieb des Geräts sicherheitsrelevante Funktionen des Fahrzeugs nicht beeinträchtigt werden. Bei der Installation von Funkanlagen müssen ggf. Vorschriften des Kfz-Herstellers beachtet werden, ansonsten kann die Betriebserlaubnis (BE) des Fahrzeugs erlöschen.
Die Antwort auf die Frage, ob die Benutzung eines Funkgerätes durch den Fahrer während der Fahrt zulässig ist, variiert von Land zu Land.

#### Deutschland
Der Verbleib eines Funkmikrofons an einem im PKW verbauten Funkgerät bleibt weiterhin zulässig. Das Mikrofon darf am Funkgerät angeschlossen bleiben, während der Fahrt jedoch nicht mehr „ergriffen“ werden. Die erste Übergangsvorschrift zum Verbot des Funkens während der Fahrt laut § 52 StVO besagt in (4) § 23 Absatz 1a, ist ab dem 1. Juli 2020 anzuwenden. Auf Grund vieler Unklarheiten, dies betrifft die Transportbranche, Taxis, Krankentransporte, Service- und Sicherheitsunternehmen, Fuhrparks, Baufahrzeuge jeglicher Art und Funkamateure, bat das Bundesministerium für Verkehr und digitale Infrastruktur (BMVI) nun die Länder darum, bis einschließlich 31. Januar 2021 in Bezug auf die Nutzung von Funkgeräten für alle Verkehrsarten von einer Kontrolle des Verbots abzusehen. Durch Uneinigkeiten der Bundesländer gibt es bisher noch keine allgemeingültige Aussage hinsichtlich der Verwendung des Mikrofons von Funkgeräten während der Fahrt in Deutschland. Länder entscheiden hier bisher noch unterschiedlich.

### Ungesetzliches
Seit Jahren ist weltweit privater Funkbetrieb außerhalb der dem CB-Funk zugeteilten Frequenzen zwischen 26 und 28 MHz zu beobachten. Eine aktive Nutzung solcher nicht zugeteilter Frequenzen stellt in Deutschland eine Ordnungswidrigkeit dar, die mit Geldbuße geahndet werden kann. Gleiches gilt für die Verwendung von Sendeleistungsverstärkern (umgangssprachlich Brenner oder Endstufe) oder Antennen mit einem so hohen Gewinn, dass die definierten Strahlungsleistungen überschritten werden. Außerdem werden auch häufig modifizierte 10-Meter-Band-Amateurfunkgeräte verwendet, deren technische Parameter nicht den Nutzungsbestimmungen der CB-Allgemeinzuteilung entsprechen.
Zuständig für Ermittlungen und die Ahndung von Verstößen ist die Bundesnetzagentur. Die Rechtslage wird von Fachleuten als komplex eingestuft; Verfahren wegen Verstößen gegen die einschlägigen Funkvorschriften können aufwändig und langwierig werden und sind ohne fachkundige juristische Hilfe schwer zu gewinnen.

## Der CB-Funk in Österreich
Die gesetzlichen Bestimmungen für CB basieren auf der EU-Basisrichtlinie der CEPT. Sprechfunkanlagen, die einer Funkschnittstelle des Typs FSB-LN001 entsprechen, sind generell bewilligt:
- Frequenzbereich: 26960 bis 27410 kHz
- Kanalabstand: 10 kHz
- Strahlungsleistung: bei Modulationsarten AM und FM max. 4 W, bei SSB max. 12 W
- Modulation (belegte Frequenzbreite): bei FM und AM max. 8 kHz, bei SSB max. 2,7 kHz (A3E, F3E, G3E, J3E)
- Modulationsart: analog, NF-Datenübertragung via Mikrofon(-buchse)
- Relaisstellen und Richtantennen: nicht gestattet

Für alle anderen Arten von Sprech- oder Digitalfunkanlagen als CB und PMR446 sind Errichtung und Betrieb mindestens bewilligungspflichtig. Sprechfunkbetrieb auf allen anderen als CB- und PMR-Frequenzen ist somit nicht ohne Bewilligung gestattet.
Der Betrieb von Amateurfunkgeräten auf dem 11-m-Band ist ausdrücklich nicht gestattet.
In Österreich gilt Funken am Steuer als zulässig.

## Der CB-Funk in der Schweiz und in Liechtenstein
Für die Schweiz (Lizenzbefreiung) und für Liechtenstein (Generelle Bewilligung) sind die Technische Schnittstellenanforderungen für CB-Funkanlagen ohne Betriebsbewilligung RIR1102-02 ebenfalls analog zu den CEPT PR 27 Richtlinien definiert:
- Frequenzbereich: 26960 bis 27410 kHz (unter Ausschluss von 26995 kHz, 27045 kHz, 27095 kHz, 27145 kHz and 27195 kHz)
- Kanalabstand: 10 kHz
- Strahlungsleistung: Bei Modulationsart AM und FM max. 4 W, bei SSB max. 12 W PEP
- Modulation: F3E (FM), A3E (AM), J3E (SSB: USB oder LSB)

In der Schweiz ist der CB-Funk stark in Gruppen und Vereinen organisiert, die ihrerseits ehemals in einem Dachverband Swiss CB-Organisation (SCBO) vertreten waren. Dieser ist inzwischen offiziell nur mehr als einfacher Verein registriert und fungiert als Farmteam der Union Schweizerischer Kurzwellen-Amateure (USKA). Er ist auch der European Citizen Band Federation angeschlossen.
Als Besonderheit ist in der Schweiz als Anrufkanal für AM und FM der Kanal 09 (27,065 MHz) und für USB der Kanal 16 (27,155 MHz) empfohlen.
In der Schweiz ist die Benutzung eines Funkgerätes am Steuer nicht zulässig: Art. 31 des Schweizer Strassenverkehrsgesetzes sowie Artikel 3 der Verkehrsregelnverordnung schreiben vor, dass der Fahrzeugführer seine Aufmerksamkeit der Straße und dem Verkehr zuwenden muss, und dass er beim Fahren nichts tun darf, was die Bedienung des Fahrzeugs erschwert oder verhindert. Da dies auch auf das Bedienen eines Funkgerätes zutrifft, ist in der Schweiz das Funken am Steuer nicht zulässig.

## Europa
Seit einer CEPT-Empfehlung aus dem Jahre 1974 bestehen in Europa Bestrebungen, den CB-Funk zu harmonisieren. Mit der in der derzeit gültigen ECC Decission (11)03 der ECC „Electronic Communications Committee“ der CEPT "The harmonised use of frequencies for Citizens’ Band (CB) radio equipment" vom 24 June 2011, die mit Amendment vom 17 June 2016 geändert wurde, ist eine Einheitliche Regelung für den CB-Funk in Europa in Kraft.
ECC Decission (11)03 beschränkt die zulässige ERP auf eine maximale Strahlungsleistung bezogen auf den Gewinn eines Halbwellendipols auf 4 Watt ERP PEP in der Modulationsart AM, 4 W ERP bei der Modulationsart FM und 12 Watt ERP PEP in der Modulationsart SSB.
Darüber hinaus gibt es traditionell bedingt in vielen europäischen Ländern individuelle Regelungen. In Deutschland wurden zusätzlich die Kanäle 41 bis 80 freigegeben; dem haben sich die Tschechische Republik und teilweise die Slowakische Republik angeschlossen. In Großbritannien wurde der Frequenzbereich 27601 bis 27991 kHz (auslaufend) und in Polen ein um 5 kHz versetztes Frequenzraster freigegeben.
Außerhalb von Europa gibt es keine einheitliche Regelung des CB-Funks. Zwar haben sich die Kanäle 1 bis 40 in vielen Ländern als Quasi-Standard etabliert, es gibt jedoch erhebliche Unterschiede hinsichtlich der zulässighen Strahlungsleistung, der Modulationsarten und der sonstigen zu beachtenden Nutzungsbestimmungen.
| Land                                     | Kanäle / Strahlungsleistung (ERP)                | Bemerkung |
| ---------------------------------------- | ------------------------------------------------ | --- |
| EU-Basisrichtlinie:                      | 40 FM (4 W), 40 AM (4 W PEP), 40 SSB (12 W PEP)  | Diese Länder haben keine weitere Regelungen: Belgien, Dänemark, Estland, Finnland, Griechenland, Irland, Island, Lettland, Kroatien, Luxemburg, Norwegen, Österreich (3/2014), Portugal, Schweden, Slowenien, Ungarn, Zypern: |
| Sonderrichtlinien in anderen EU-Ländern: |                                                  | |
| Deutschland, Tschechien                  | 80 FM (4 W), 40 AM (4 W PEP), 40 SSB (12 W PEP)  | EMVU-10-Watt-ERP-Regelung beachten |
| Slowakische Republik                     | 40 FM (4 W), 40 AM (4 W PEP), 40 SSB (12 W PEP)  | zusätzlich sind die deutschen Kanäle 70–80 erlaubt |
| Schweiz, Liechtenstein                   | 40 FM (4 W), 40 AM (4 W PEP), 40 SSB (12 W PEP)  | • Gebührenfreiheit ab 2013 • Geräte aus Deutschland bei Reisen unter 1 Monat auf 40 Kanälen erlaubt |
| Polen                                    | 40 FM (4 W), 40 AM (4 W PEP), 40 SSB (12 W PEP)  | in Polen auch britische Frequenzen erlaubt |
| Spanien                                  | 40 FM (4 W), 40 AM (4 W PEP), 40 SSB (12 W PEP)  | • frei für Reisende aus anderen Ländern • auch für Geräte aus Deutschland • Beschränkung der Benutzung auf 40 Kanäle |
| Italien (+RSM):                          | 40 FM (4 W), 40 AM (4 W PEP), 40 SSB (12 W PEP). | • Für in Italien lebende Personen sind alle CB-Funkgeräte deklarationspflichtig beim zuständigen Ministerium • Basisstations-Antennen begrenzt auf 1 W ERP. • Für Urlauber ist CB-Funk frei.                                  |
| Bulgarien, Litauen                       | 40 FM (4 W), 40 AM (1W PEP)                      | AM und SSB mit den neuen Leistungswerten in Vorbereitung |
| Großbritannien                           | 40 FM (4 W), 40 FM-UK (4 W PEP)                  | AM und SSB in Vorbereitung |
| Frankreich, Monaco                       | 40 FM (4 W), 40 AM (1W PEP), 40 SSB (4 W PEP)    | AM (4 W PEP), SSB (12 W PEP) in Vorbereitung |
| Niederlande                              | 40 FM (4 W), 40 AM (1W PEP), 40 SSB (4 W PEP)    | Noch keine Freigabe der neuen Leistungswerte geplant |
| Rumänien                                 | 40 FM (4 W), 40 AM (1W PEP), 40 SSB (4 W PEP)    | die Freigabe der neuen Leistungswerte für AM (4 W PEP) und SSB (12 W PEP) ist geplant. |
| Malta                                    | 40 FM (4 W)                                      | AM (4 W PEP) und SSB (12 W PEP) geplant |

### CEPT-Tabelle
Die CEPT-Tabelle
- fängt bei 26960 kHz an,
- ist um 5 kHz versetzt, so dass ein FM-Signal mit 2,5 kHz Hub noch 5 kHz Abstand zum Nachbarkanal hat,
- überspringt in den ersten 20 Kanälen jeweils die 4 und die 9 auf der 10-kHz-Stelle
- und hat einen Kanaldreher bei Kanal 23 – die 23 liegt „hinter“ 24 und 25
- nach Kanal 25 kann man den Kanal auf der Frequenzanzeige „ablesen“

| Kanal    | 1     | 2     | 3*    | 4*    | 5      | 6     | 7*    | 8*    | 9     | 10    |
| Frequenz | 26965 | 26975 | 26985 | 27005 | 27015  | 27025 | 27035 | 27055 | 27065 | 27075 |
| Kanal    | 11*   | 12*   | 13    | 14    | 15*    | 16*   | 17    | 18    | 19*   | 20*   |
| Frequenz | 27085 | 27105 | 27115 | 27125 | 27135* | 27155 | 27165 | 27175 | 27185 | 27205 |
| Kanal    | 21    | 22    | 23*   | 24*   | 25*    | 26    | 27    | 28    | 29    | 30    |
| Frequenz | 27215 | 27225 | 27255 | 27235 | 27245  | 27265 | 27275 | 27285 | 27295 | 27305 |
| Kanal    | 31    | 32    | 33    | 34    | 35     | 36    | 37    | 38    | 39    | 40    |
| Frequenz | 27315 | 27325 | 27335 | 27345 | 27355  | 27365 | 27375 | 27385 | 27395 | 27405 |

* Zwischenkanäle / Frequenzsprung

### Polen-Tabelle
Die Polen-Tabelle
- fängt bei 26960 kHz an,
- ist nicht versetzt – und ist dadurch genau zwischen den CEPT-Kanälen,
- und verhält sich sonst wie die CEPT-Tabelle
  - überspringt in den ersten 20 Kanälen jeweils die 4 und die 9 auf der 10-kHz-Stelle
  - und hat einen Kanaldreher bei Kanal 23 – die 23 liegt „hinter“ 24 und 25
  - nach Kanal 25 kann man den Kanal auf der Frequenzanzeige „ablesen“

| Kanal    | 1     | 2     | 3*     | 4*     | 5     | 6     | 7*     | 8*     | 9     | 10    |
| Frequenz | 26960 | 26970 | 26980* | 27000* | 27010 | 27020 | 27030* | 27050* | 27060 | 27070 |
| Kanal    | 11*   | 12*   | 13     | 14     | 15*   | 16*   | 17     | 18     | 19*   | 20*   |
| Frequenz | 27080 | 27100 | 27110  | 27120  | 27130 | 27150 | 27160  | 27170  | 27180 | 27200 |
| Kanal    | 21    | 22    | 23*    | 24*    | 25*   | 26    | 27     | 28     | 29    | 30    |
| Frequenz | 27210 | 27220 | 27250  | 27230  | 27240 | 27260 | 27270  | 27280  | 27290 | 27300 |
| Kanal    | 31    | 32    | 33     | 34     | 35    | 36    | 37     | 38     | 39    | 40    |
| Frequenz | 27310 | 27320 | 27330  | 27340  | 27350 | 27360 | 27370  | 27380  | 27390 | 27400 |

### UK-Tabelle
Die UK-Tabelle
- fängt bei 27600 kHz an, also 200 kHz oberhalb des CEPT-Bereiches – im berühmten „Schwarzfunkbereich“,
- ist um 1,25 kHz versetzt,
- geht bis an den 10-m-Amateurfunkbereich heran und
- hat keine Sprünge.

Frequenzen (kHz) der „UK Channels“, basierend auf der UK-Spezifikation MPT 1382:
| Kanal    | 1        | 2        | 3        | 4        | 5        | 6        | 7        | 8        | 9        | 10       |
| Frequenz | 27601,25 | 27611,25 | 27621,25 | 27631,25 | 27641,25 | 27651,25 | 27661,25 | 27671,25 | 27681,25 | 27691,25 |
| Kanal    | 11       | 12       | 13       | 14       | 15       | 16       | 17       | 18       | 19       | 20       |
| Frequenz | 27701,25 | 27711,25 | 27721,25 | 27731,25 | 27741,25 | 27751,25 | 27761,25 | 27771,25 | 27781,25 | 27791,25 |
| Kanal    | 21       | 22       | 23       | 24       | 25       | 26       | 27       | 28       | 29       | 30       |
| Frequenz | 27801,25 | 27811,25 | 27821,25 | 27831,25 | 27841,25 | 27851,25 | 27861,25 | 27871,25 | 27881,25 | 27891,25 |
| Kanal    | 31       | 32       | 33       | 34       | 35       | 36       | 37       | 38       | 39       | 40       |
| Frequenz | 27901,25 | 27911,25 | 27921,25 | 27931,25 | 27941,25 | 27951,25 | 27961,25 | 27971,25 | 27981,25 | 27991,25 |

## Abgrenzung CB-Funk zum Amateurfunkdienst
Der CB-Funk wird von Laien oft mit dem Amateurfunkdienst verwechselt, der in Deutschland durch ein eigenes Gesetz geregelt wird und anders als CB-Funk auch von der ITU als eigenständiger Funkdienst anerkannt ist. Dies ist u. a. darin begründet, dass Funkamateure als Anerkennung bei der technischen Erforschung, z. B. der Ausbreitung von Funkwellen, neuer Techniken oder Modulationsarten, seit Beginn der drahtlosen Nachrichtenübertragung maßgeblich mitgewirkt haben, dass die obere Grenze der wirtschaftlich nutzbaren maximalen Frequenzen zu immer höheren Frequenzen verschoben wurde. Hierzu wäre auch anzumerken, dass viele Funkamateure sich nicht nur als Hobby, sondern auch beruflich der Elektro- und Funktechnik verschrieben haben.
Die Kommunikation im Amateurfunk ist nicht wie beim CB-Funk auf den Kontakt und Aufrechterhaltung mit Funkamateuren innerhalb des Radiohorizonts auf wenige 10 km beschränkt, sondern kann durch die geeignete Wahl der für Funkamateuren verfügbaren Frequenzbänder, durch Nutzung von Amateurfunkrelais, oder Amateurfunksatelliten weltweit erfolgen. Es dürfen dabei keine Nachrichten zu gewerblich-wirtschaftlichen Zwecken oder zum Erbringen von geschäftsmäßigen Telekommunikationsdiensten erfolgen.
Im Amateurfunk ist die Nutzung von Abkürzungen und den sogenannten dreistelligen Q-Codes (dt. Q-Schlüssel) vor allem auf die effizienten Übertragung bei Morsetelegraphie (auch Tastfunk genannt) und Amateurfunkfernschreiben und andere digitale Übertragungsverfahren beschränkt, um die Anzahl der zu übertragenden Zeichen zu minimieren. Dabei kann ein Q-Code sowohl als Frage mit angefügtem "?" als auch als kurze Antwort verwendet werden. So wird mit vier Zeichen z. B. "QSK?" die Anfrage "Können Sie mich zwischen Ihren Zeichen hören? Wenn ja, darf ich Sie unterbrechen?", die mit drei Zeichen "QSK" = "Ich kann Sie zwischen meinen Zeichen hören; Sie dürfen mich während meiner Übermittlung unterbrechen." beantwortet werden kann.
Im CB-Funk werden Abkürzungen und nur einzelne, zum Teil relativ frei interpretierte Abkürzungen und die von der ITU definierten Q-Codes verwendet. Zusätzlich finden auch einzelne aus dem Polizeifunk in den USA stammende 10-xx Codes bei CB-Funkern Anwendung.
Auch wenn der Selbstbau von Antennen CB-Funkern erlaubt sind, ist der maximale mögliche Antennengewinn durch die Begrenzung der zulässigen maximalen Strahlungsleistung (ERP) stark begrenzt, während Funkamateure auch Antennen mit dem physikalisch maximal möglichen Gewinn nutzen dürfen. Peilwettbewerbe, sogenannte „Fuchsjagden“, werden nicht nur bei Funkamateuren (Stichwort Amateurfunkpeilen), sondern gelegentlich auch im CB-Funk veranstaltet, wenn auch nicht so regelmäßig wie beim Amateurfunk.
Der auffälligste Unterschied ist sicherlich, dass man vor der Teilnahme am Amateurfunkdienst eine Prüfung ablegen muss und fest ein personengebundenes, unveränderliches Rufzeichen zugeteilt bekommt. Abgesehen von juristischen Unterschieden (der CB-Funk ist z. B. eine „Funkanwendung“ und kein eigenständiger Funkdienst) und daraus bedingten technischen Unterschieden (etwa durch unterschiedliche Frequenzbereiche und im Amateurfunk deutlich höhere zugelassene Strahlungsleistungen durch höhere Antenengewinnen bei gleichbleibender Senderausgangsleistung) besteht ein weiterer deutlicher Unterschied darin, dass der CB-Funk in erster Linie unter sozialen/kommunikativen Aspekten betrieben wird. Der Geräteselbstbau ist im CB-Funk nicht gestattet; nur bauartzugelassene Geräte dürfen verwendet werden. Der Amateurfunk bietet hingegen die Möglichkeit und Erlaubnis zum Selbstbau und Modifizieren von Funkgeräten und soll u. a. explizit der technisch-wissenschaftlichen Weiterbildung dienen.

## Relaisfunkstellen
Inzwischen gibt es auch für Jedermannfunk Relaisfunkstellen:
- Sprachpapageien, die das Empfangene wiederholen, sowie
- analoge Relaisfunkstellen, die z. B. auf CB-Kanal 40 wieder aussenden, was sie auf z. B. CB-Kanal 41 empfangen haben.

Ein Beispiel für eine Jedermannfunk-Relais-Funkstelle ist die auf dem Herzberg.
In Österreich ist der Betrieb von Relaisfunkstellen auf CB-Kanälen nicht gestattet.

## Medien

### Film und Fernsehen
- Die Olsenbande schlägt wieder zu (1977) – Darsteller kommunizieren beim Ausrauben der Weltbank mittels CB-Funk.
- Ein ausgekochtes Schlitzohr (1977)
- Auf Achse (1977–1996)
- Convoy (1978)
- Ein Duke kommt selten allein (1979–1985), (The Dukes of Hazzard)
- BMX-Bandits (1983) – Darsteller finden Polizeifunkgeräte für einen Überfall und nutzen diese in der Annahme, dass es CB-Funkgeräte wären.
- Big Trouble in Little China (1986)
- Superstau (1991)
- Joyride – Spritztour (2001)
- American Pie 2 (2001) – Darsteller kommunizieren mittels CB-Funk.
- 18 Wheels of Steel: Haulin – PC-Spiel, bei dem die Teilnehmer per CB-Funk kommunizieren können.
- Stirb langsam 4.0 (2007)
- Super 8 (2011)
- TKKG

### (Hör)bücher
- Die Funk-Füchse (1981–1984) – Jugendbuch- und Hörspielserie

### Musik
- C. W. McCall: Mit Convoy (1975)
- Gunter Gabriel: Mit dem Lied Ich bin CB-Funker (1978)
- Red Sovine: Mit dem Lied Teddy Bear (1976), und Jonny Hill: Mit der Coverversion Ruf Teddybär eins-vier (1978)
- Elfi Graf: Mit dem Lied Achtung, hier ist Schwalbe (1973)